# Ricardo Ferrero
Ricardo "El Oso" Ferrero (Las Varillas, 5 d'abril de 1955 - Rosario, 16 de novembre de 2015) va ser un futbolista argentí que va jugar de porter.

## Carrera
Va debutar el 5 de març de 1975 amb Rosario Central dirigit per Carlos Timoteo Griguol. Amb el club de Rosario va ser campió nacional el 1980.
El seu debut en el futbol mexicà va ser l'11 de gener de 1981 amb Cruz Azul, en un partit davant el Deportivo Toluca. Va ser contractat per suplir a una icona en la porteria com va ser Miguel Marín "El Gato", qui va deixar a l'equip per haver tingut un infart al miocardi. Amb aquesta mateixa samarreta, va ser subcampió de Lliga en la temporada 1980-1981. Abans d'arribar a Mèxic, el buscatalents del Club América Panchito Hérnandez ho va mirar en un entrenament de Rosari Central en el qual li van agradar les seves habilitats, mes no el seu caràcter, per la qual cosa en el seu lloc va preferir portar al seu company i concuny Héctor Miguel Zelada qui es va consagrar en la dècada dels 80, amb el Club Amèrica. En 1983 va fitxar pel Futbol Club Barcelona, però no va arribar a debutar i va ser cedit al Racing de Santander.
Va tenir un pas per Ferro, Instituto i River Plate. Després de retirar-se va ser entrenador de porters de River, i posteriorment auxiliar d'Enrique Meza amb l'Esportiu Toluca, equip al que Ferrero va acabar dirigint després que Bressoli hagués de deixar la lligueta del Torneig Hivern 2000 per dirigir a la Selecció de futbol de Mèxic, i en aquesta instància va perdre la final contra Morelia.
Al final de la seva carrera va ser buscatalents en el Club Tallers de Còrdova. Va morir el 16 de novembre de 2015 per un infart, a Argentina.

## Clubs

### Com a jugador
| Club                | País      |
| ------------------- | --------- |
| Rosari Central      | Argentina |
| Cruz Azul           | Mèxic     |
| FC Barcelona        | Espanya   |
| Racing de Santander | Espanya   |
| Ferro Carril Oeste  | Argentina |
| Instituto           | Argentina |

### Com a entrenador
| Club            | País  |
| --------------- | ----- |
| Esportiu Toluca | Mèxic |

## Palmarès

### Amb la Selecció Argentina
- Torneig Esperances de Toulon de 1975[7][8]

### Amb Rosario Central
- Campionat Nacional 1980

### Amb Ferro Carril Oeste
- Campionat Nacional 1984